# 징검다리 휴일
징검다리 휴일은 평일을 끼고 휴일과 휴일이 배치되는 경우를 말한다. 사이에 낀 평일을 샌드위치 데이라고도 한다.

## 같이 보기
- 국민의 휴일
- 연휴
- 대체휴일제도